# Atlético Linharense Futebol Clube
O Atlético Linharense Futebol Clube foi um clube brasileiro de futebol de Linhares, Espírito Santo fundado em 2 de março de 2003.
O Atlético Linharense disputou o Campeonato Capixaba da Segunda Divisão de 2003, alcançando às semifinais, sendo eliminado pelo futuro campeão da competição, o Vilavelhense.